# Chambérat (fromage)
Pour la commune de l'Allier, voir Chambérat.
Chambérat est une appellation d'origine désignant un fromage français typique de la Combraille bourbonnaise (sud-ouest du département de l'Allier). C'est un fromage au lait cru de vache (fermier) ou pasteurisé (laitier), à pâte molle à croûte lavée. Son nom lui vient du village de Chambérat même si aujourd'hui la production s'est déplacée vers les commues voisines d'Archignat et Treignat. Il est réputé depuis au moins le 18e siècle. Son appellation ne bénéficie pas de protection particulière mais une demande d'appellation d'origine contrôlée (AOC) a été initiée en 1997.

## Histoire
On trouve les premières traces écrites sur le chamberat en 1742.
Il semble que le fromage soit né du métayage qui était le mode d'exploitation dominant pour l'exploitation des terres agricoles dans la Combraille bourbonnaise. Le propriétaire qui louait ses terres à un métayer se rémunérait sur une partie des produits agricoles obtenus. La forte rétribution des propriétaires poussa les métayers a dissimuler une partie du lait. Pour cela ils sevraient les veaux plutôt qu'annoncé et le lait obtenu était rapidement transformé en fromage par emprésurage juste après la traite, égouttage rapide, pressage et mise en cave ce qui permettait de le dissimuler. 
George Sand évoque ce fromage dans son roman historique Les Maîtres sonneurs publié en 1853.  (« ... et des fromages de Chambérat, renommés dans tout le pays », chapitre Treizième veillée). 
Le chambérat avait quasiment disparu dans les années 1960 et il est relancé par un gérant de laiterie et quelques fermiers. En 1997, les trois fermiers fromagers et la laiterie artisanale qui produisent ce fromage ont déposé à l'Institut national de l'origine et de la qualité (INAO) un dossier dans le but d'obtenir une appellation d'origine contrôlée (AOC) pour l'appellation chambérat. 
Le fromage fermier a été cuisiné dans l'émission La Meilleure Boulangerie de France diffusée le 23 février 2023 sur M6.

## Présentation
Le chambérat est un fromage au lait de vache cru (fermier) ou pasteurisé (laitier), à pâte molle à croûte lavée, d'un poids moyen de 1,4 kg et affiné environ 2 mois.
Le fromage laitier dite « gros chambérat » se présente généralement sous la forme d'un cylindre de 1,4 kg pour 18 cm de diamètre et 5 cm de hauteur. 
La version fermière, dite « petit chambérat », est généralement plus petite avec un poids de 600 g pour 14 cm de diamètre et 3 cm de hauteur.

## Cuisine
le chambérat est utilisé dans la recette de la troufflaille bourbonnaise, une tourte aux pommes de terre à la crème avec du Chambérat et des lardons.